# Imperial Collection
L'Imperial Collection (en russe Императорская коллекция) est une marque de vodka russe, du groupe Premier Drinks. 

## Caractéristiques
La vodka Imperial est présentée dans une bouteille décorée de gouttes d'eau en relief et placée dans un écrin rouge. Elle peut être également offerte dans une carafe, présentée dans un œuf de pâques de style Fabergé accompagnée de petits verres. Les éléments décoratifs de la carafe sont une réplique du style inégalé de ce grand joaillier russe, Pierre-Karl Fabergé.

## Liens
- Site officiel